# Staurastrum turgescens
Staurastrum turgescens là một loài Song tinh tảo trong họ Desmidiaceae, thuộc chi Staurastrum.